# موزه بروکلین
موزه بروکلین (به انگلیسی: Brooklyn Museum) که در محله بروکلین در نیویورک قرار دارد، دومین موزه بزرگ هنری در نیویورک، و یکی از بزرگترین موزه‌ها در ایالات متحده آمریکا است. این موزه در سال ۱۸۹۷ بازگشایی شده‌است. آرنولد لمن رئیس این موزه است. این موزه مجموعه‌ای هنری از حدود ۵۰۰۰۰۰ شی دارد.

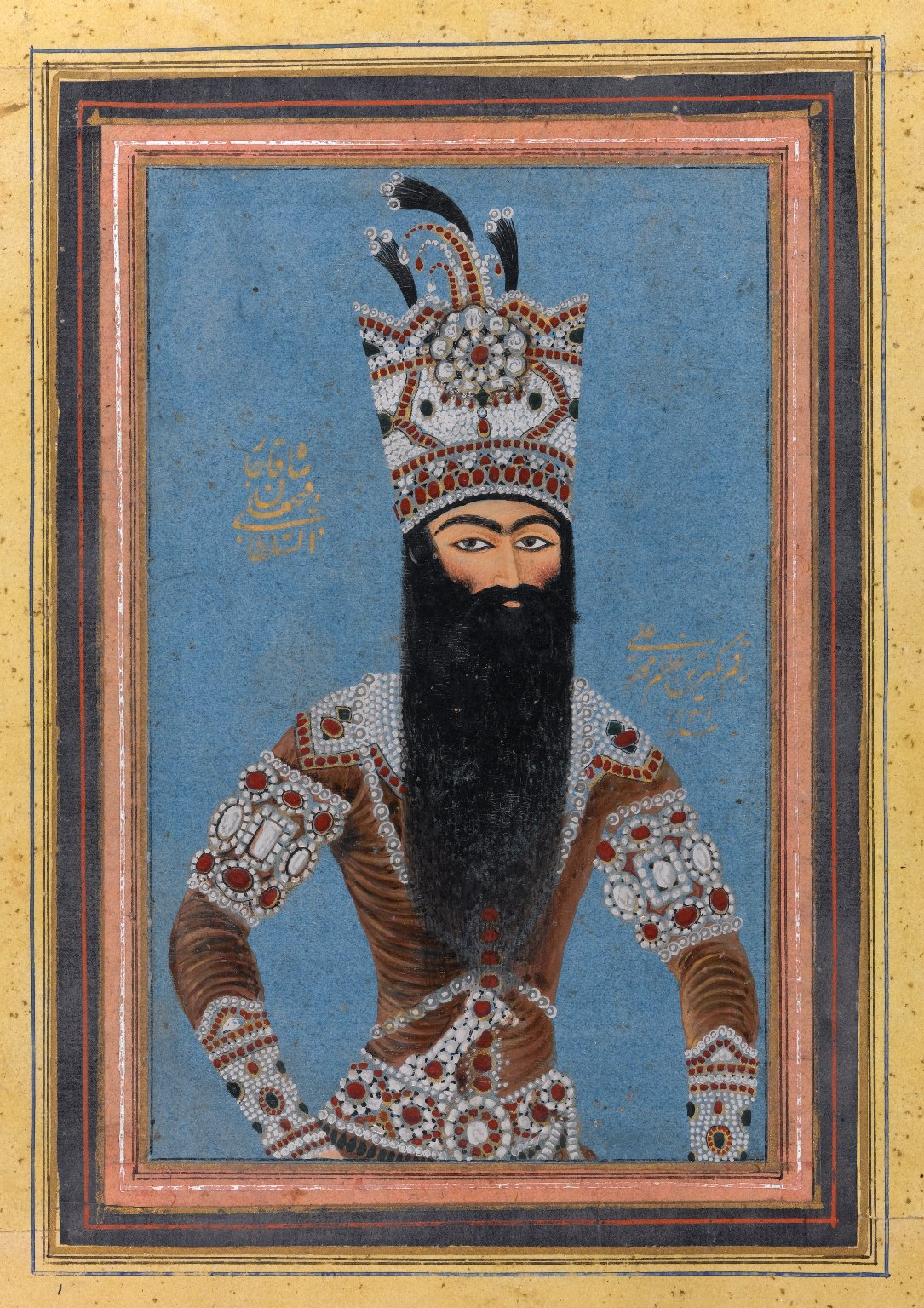
پرتره فتحعلی شاه اثر مهرعلی نقاش در موزه بروکلین

## نگارخانه

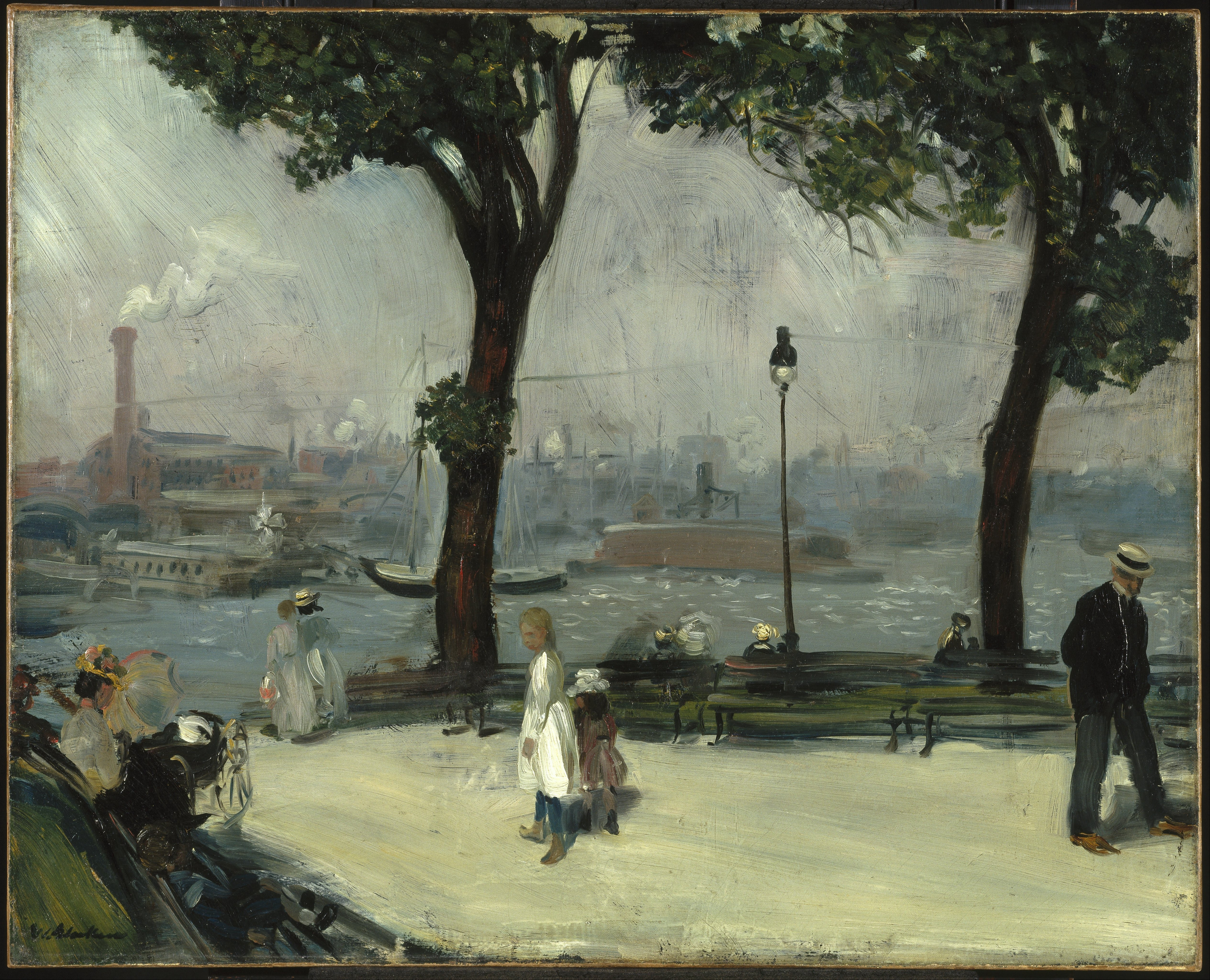
پارک رودخانهٔ شرقی حوالی ۱۹۰۲ م. اثر ویلیام گلاکنز
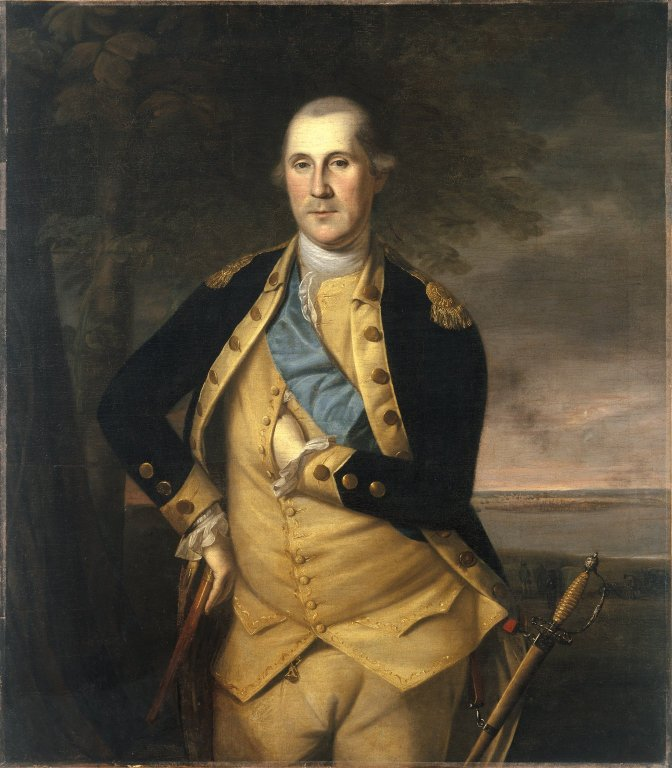
پرتره جورج واشینگتن اثر چارلز ویلسون پیل، حدود ۱۷۷۶
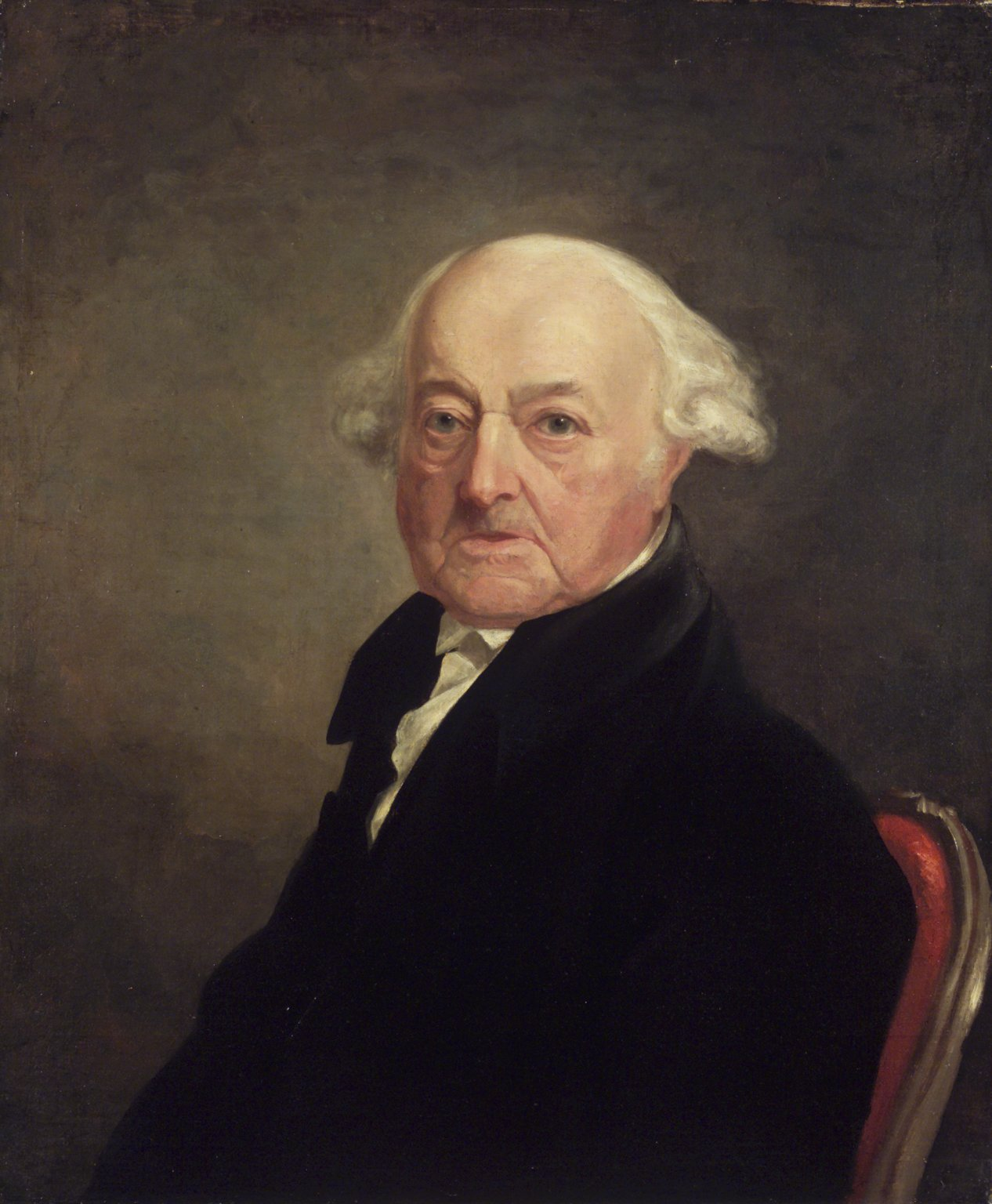
پرتره جان آدامز اثر ساموئل مورس، ۱۸۱۶
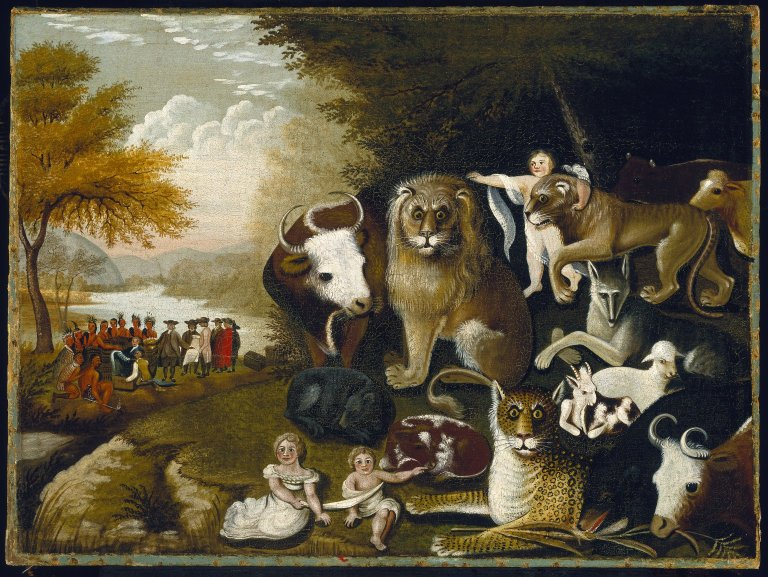
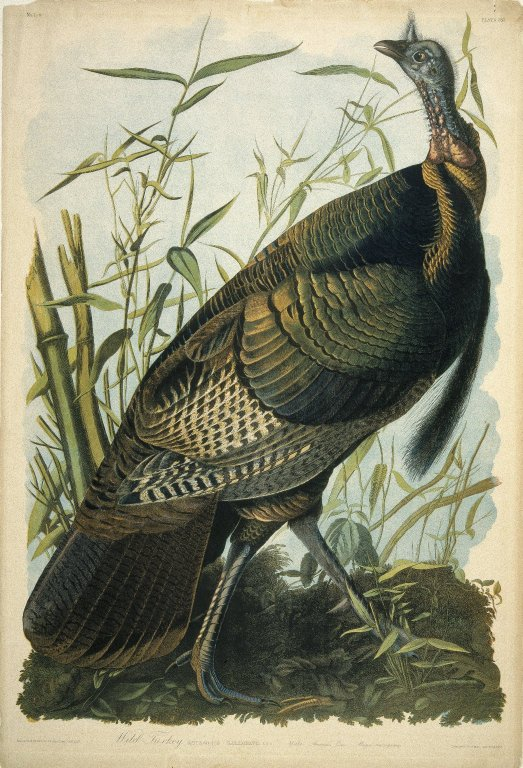
بوقلمون وحشی از کتاب پرندگان آمریکا اثر جان جیمز اودوبان
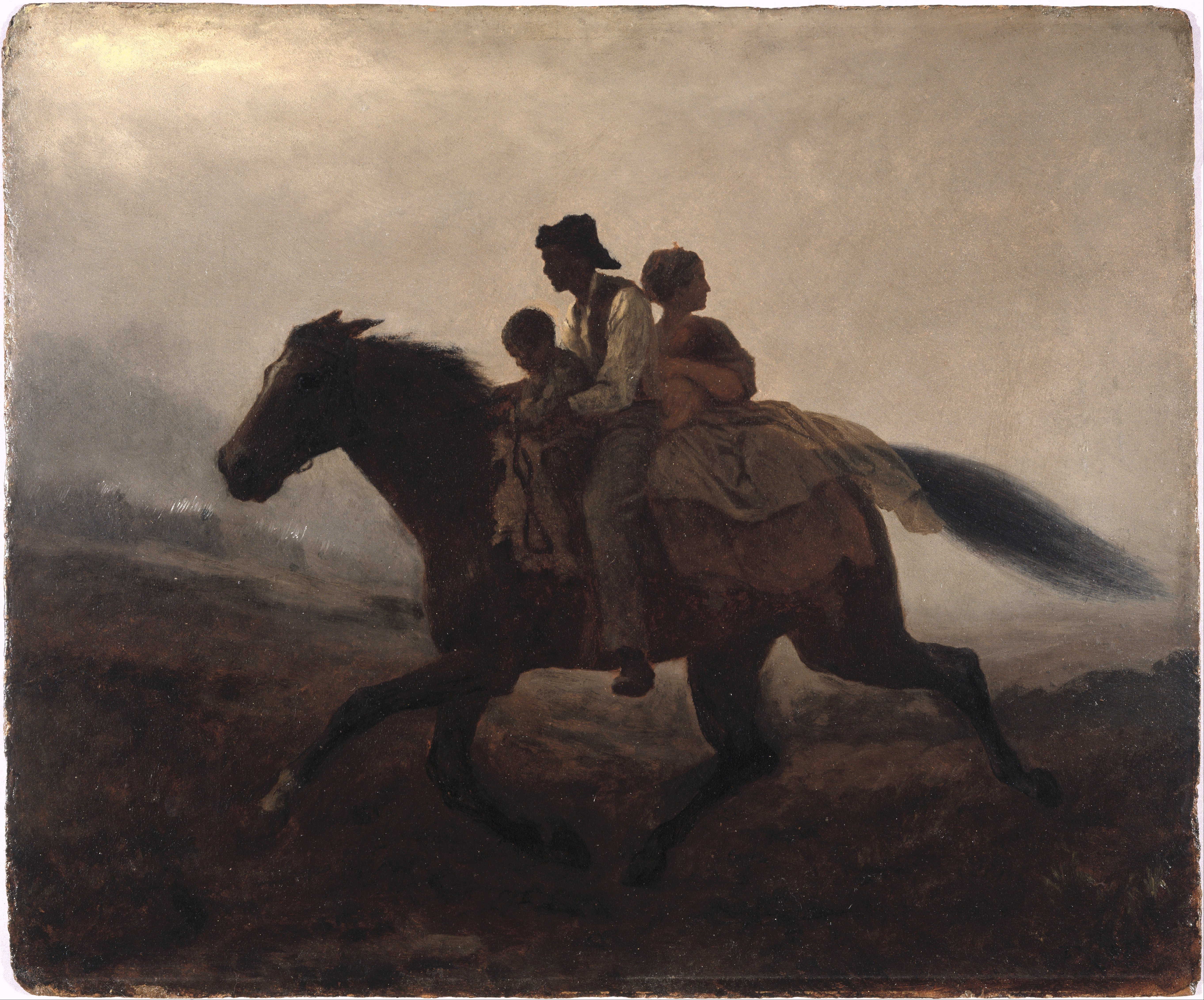
فرار برای آزادی حوالی ۱۸۶۲ م. اثر ایستمن جانسون
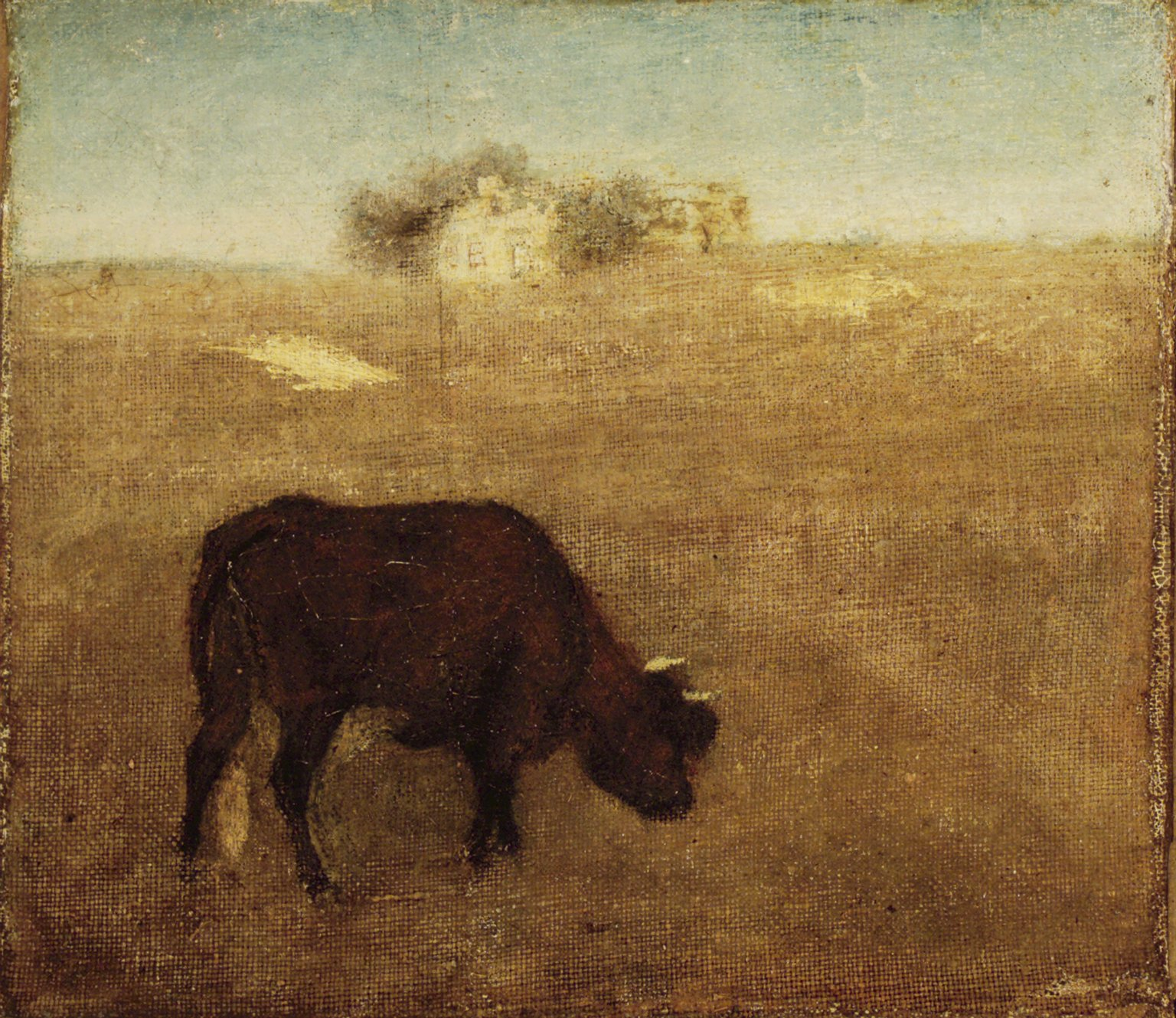
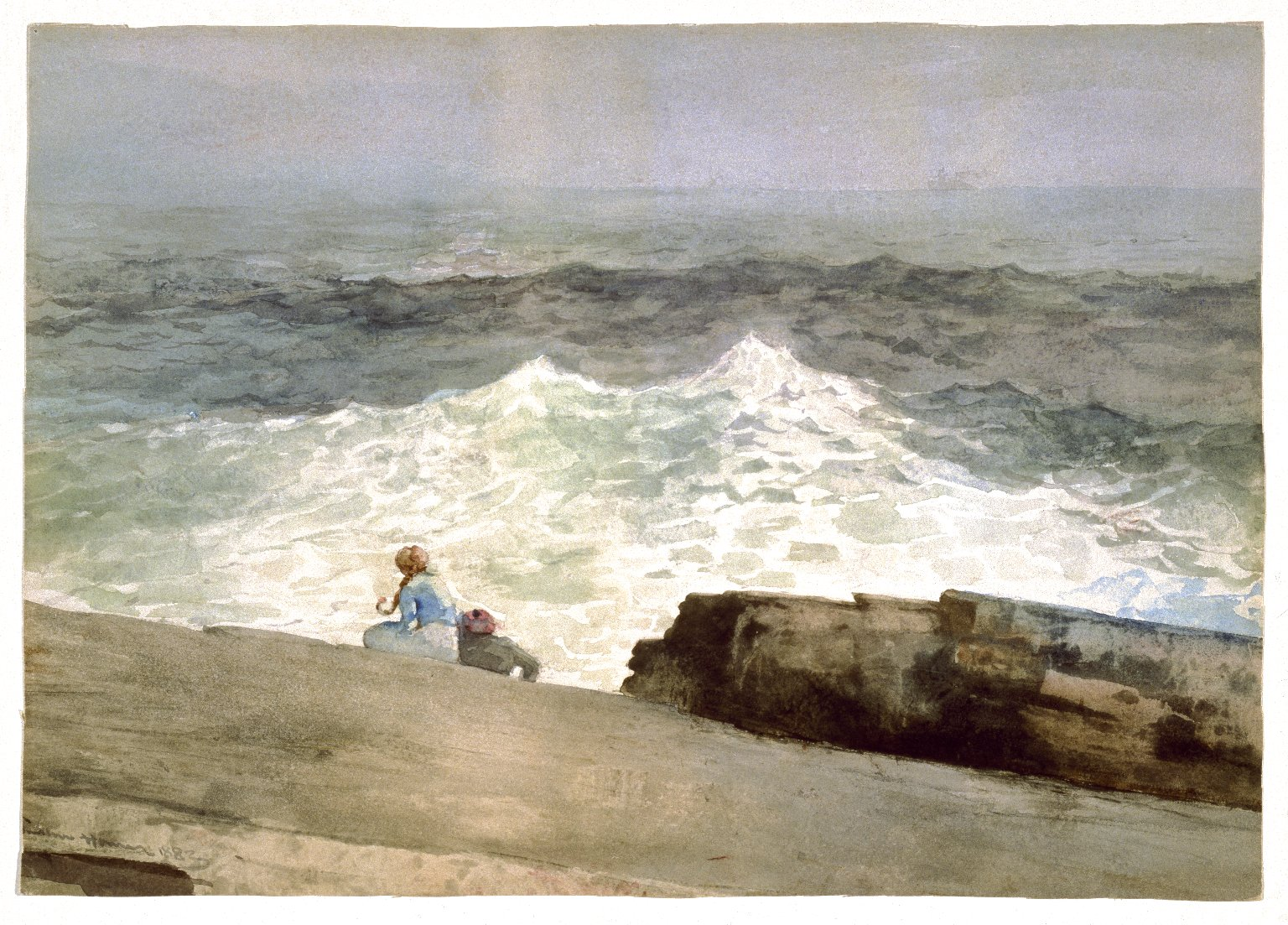
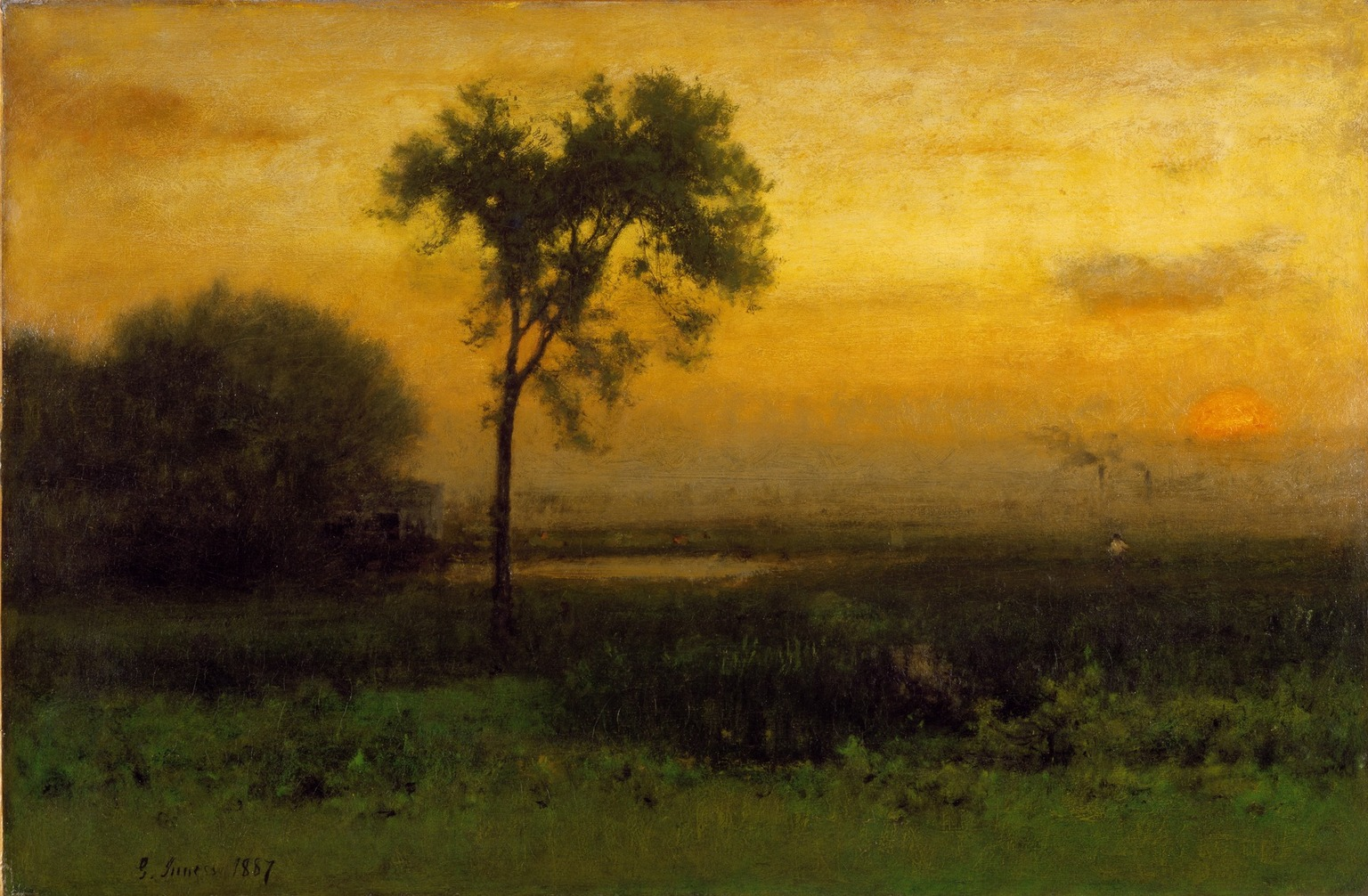
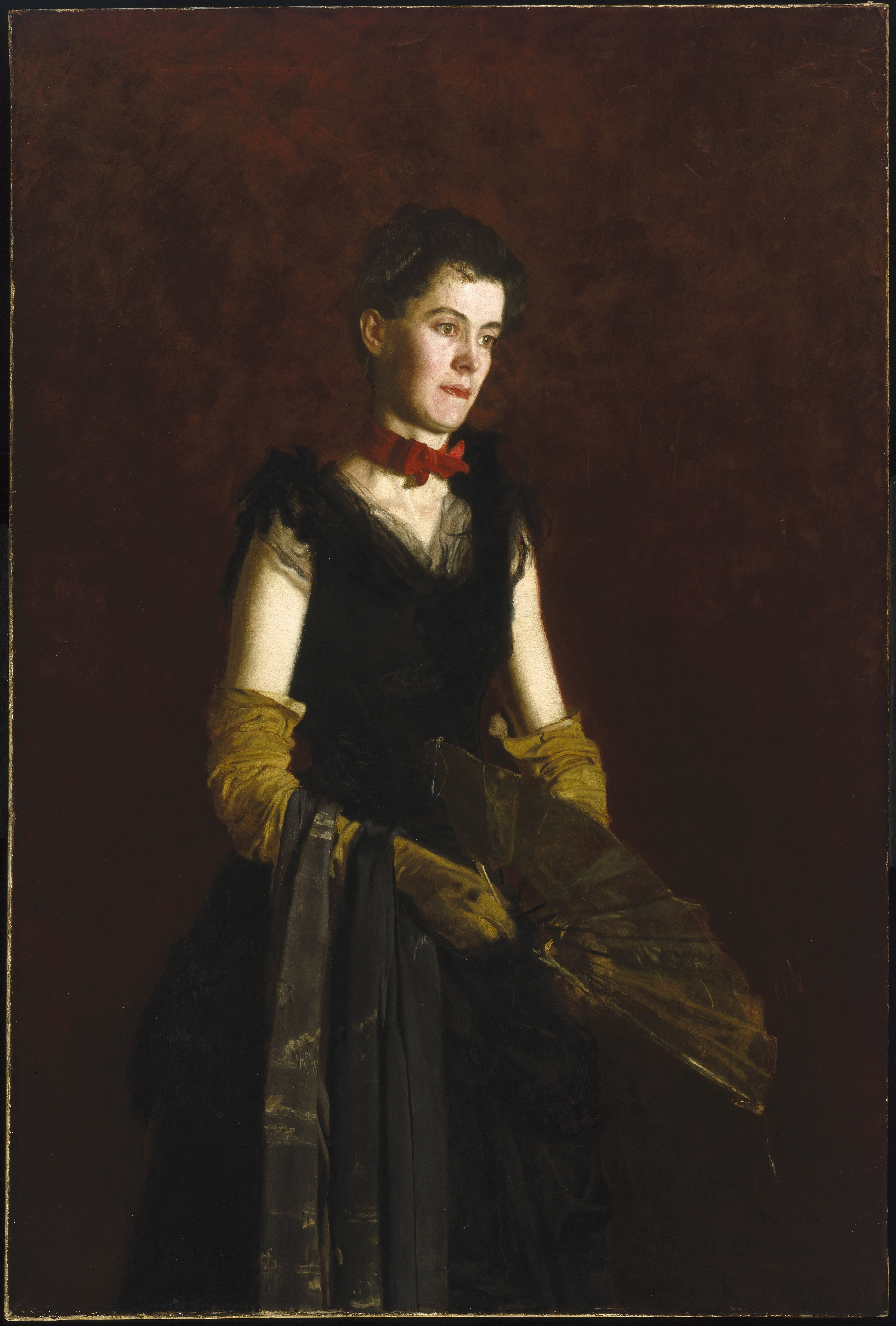
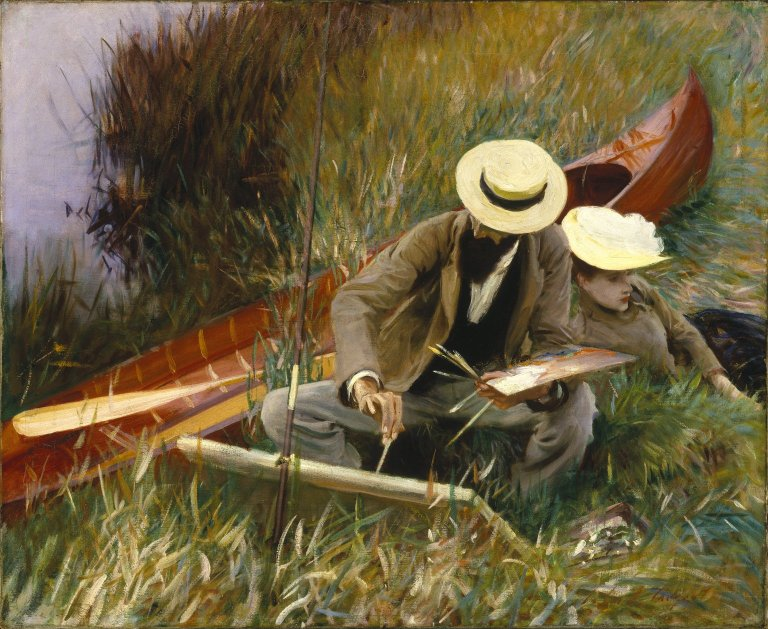
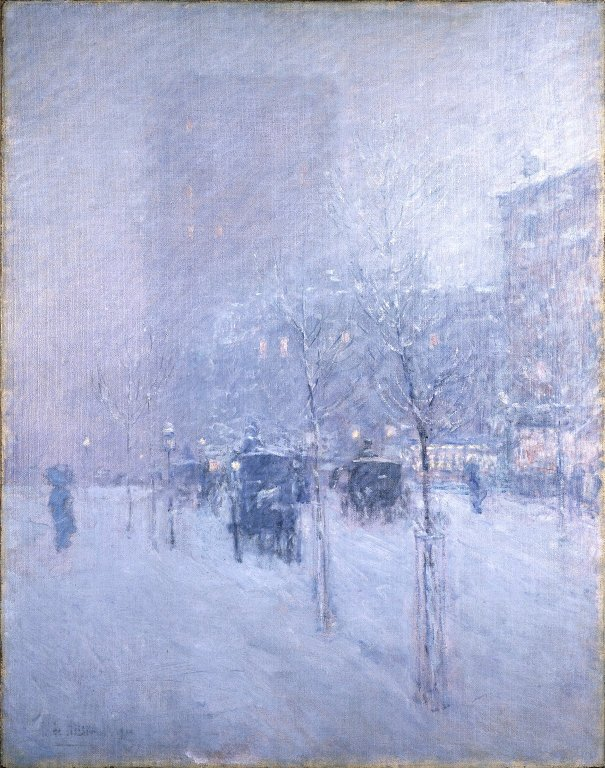
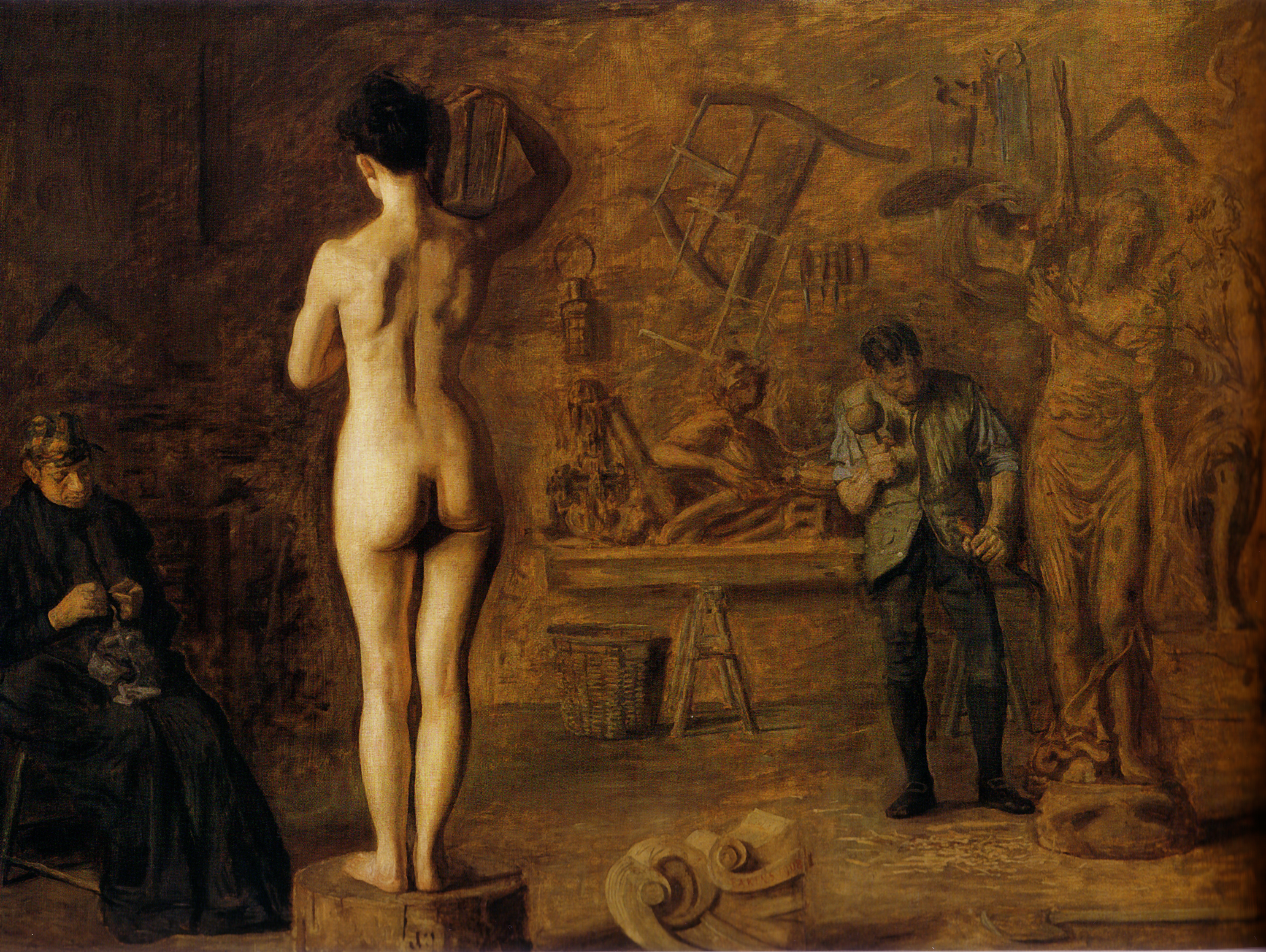
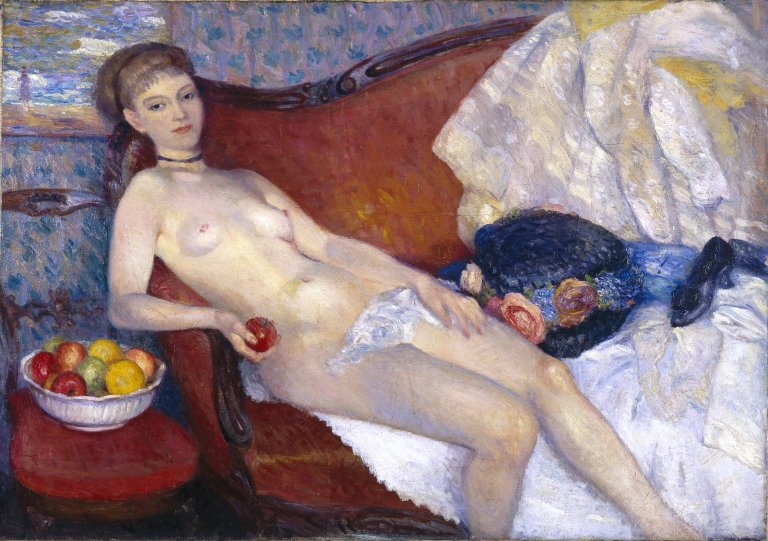
برهنه با سیب
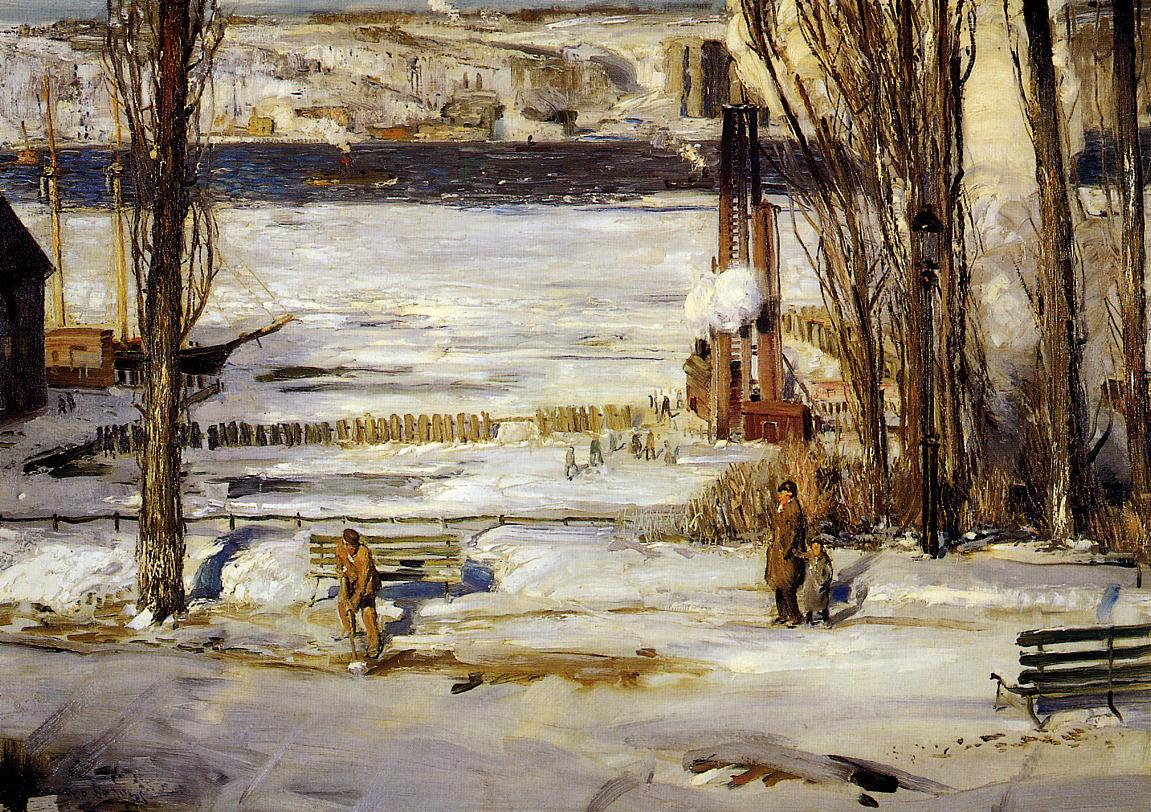
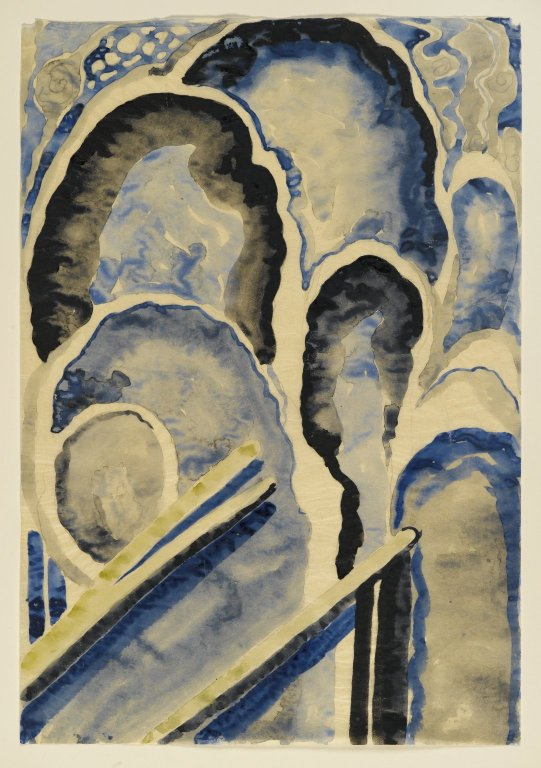
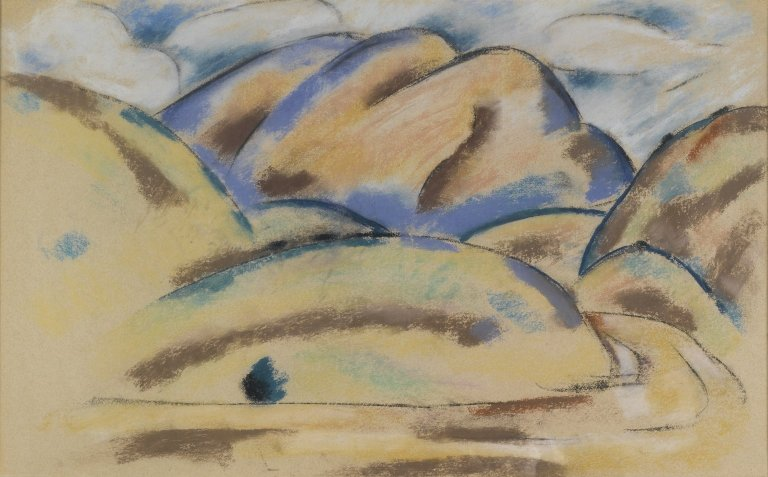
۱۹۰۹ تا ۱۹۱۰ م.
اثر ویلیام گلاکنز